# Petr Nečas
Petr Nečas (sinh ngày 19 tháng 11 năm 1964 phát âm tiếng Séc: [ˈpɛtr̩ ˈnɛtʃas])) là một nhà chính trị Séc. Ông là thủ tướng Cộng hòa Séc, chủ tịch Đảng Dân chủ công dân. Ông tuyên thệ nhậm chức vào ngày 28 tháng 6 năm 2010.
Ngày 17 tháng 6 năm 2013, Ông từ chức sau khi bà văn phòng trưởng và được cho là người tình của ông Jana Nagyová bị tạm giam vì bị cáo buộc lợi dụng quyền lực và tham nhũng.

## Tiểu sử
Nečas sinh ngày 19 tháng 11 năm 1964 ở Uherske Hradiste, Cộng hòa Séc. Ông đã theo học trung học ở Uherské Hradiště từ năm 1979 đến năm 1983. Ông tốt nghiệp khoa khoa học tại Đại học J.E. Purkyně ở Brno vào năm 1988.